# Maurice Bartlett
Pour les articles homonymes, voir Bartlett.
Maurice Stevenson Bartlett (né le 18 juin 1910 à Londres et mort le 8 janvier 2002 à Exmouth) est un statisticien britannique qui a contribué à l'analyse des modèles temporels et spatiaux. Il est à l'origine de la méthode de Bartlett. Il est aussi connu pour ses travaux sur l'inférence statistique. Il a aussi laissé son nom aux identités de Bartlett.